# 蘇博蒂夫卡
48°20′6″N 27°59′22″E / 48.33500°N 27.98944°E

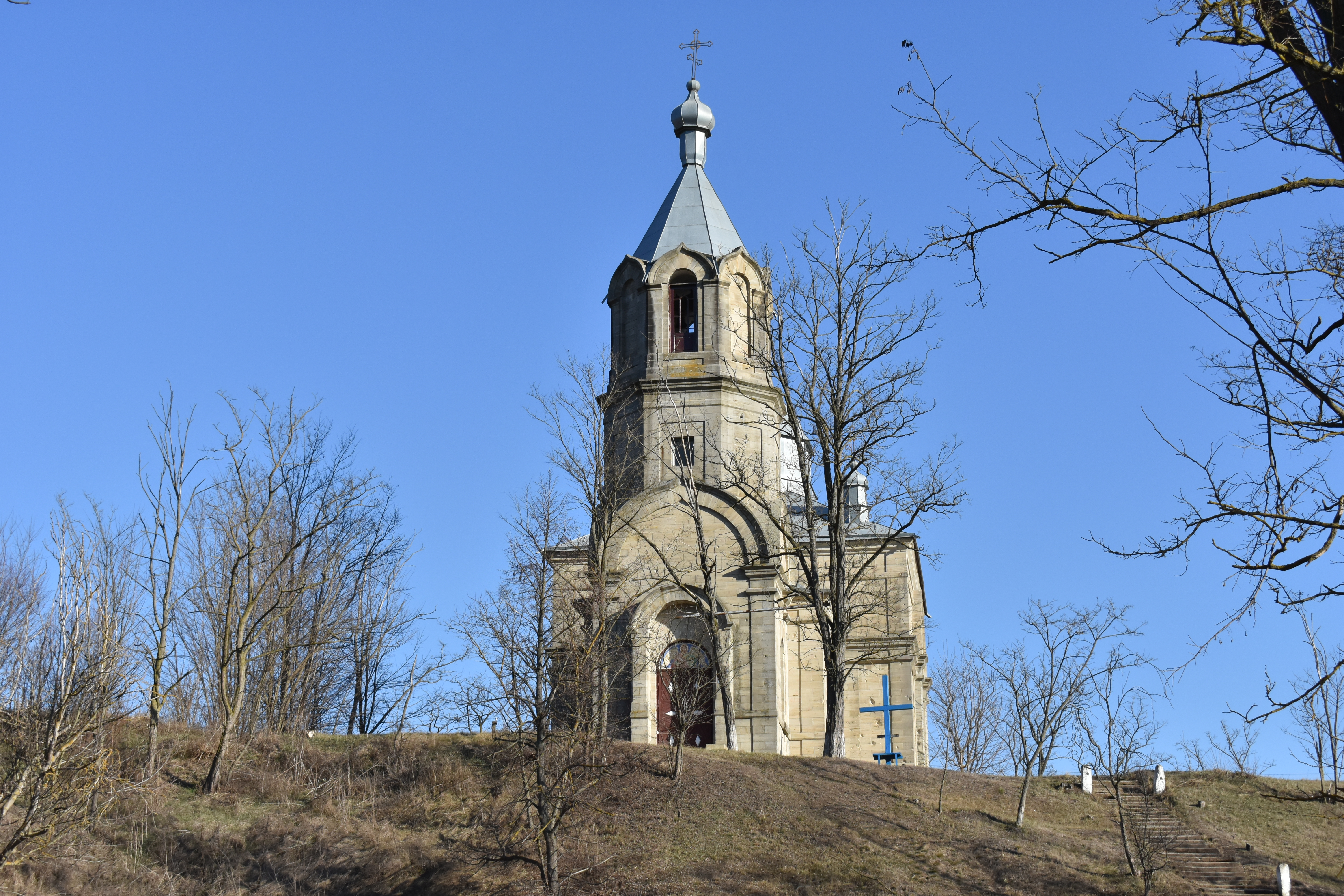
教堂

蘇博蒂夫卡（烏克蘭語：Суботівка），是烏克蘭西南部的村莊，隸屬文尼察州的莫希利夫-波迪利斯基区莫希利夫-波迪利斯基市镇。該村始建於1450年，面積3.29平方公里，海拔高度86米，2001年人口572，人口密度每平方公里173.97人。